# Jean Nguza Karl-i-Bond

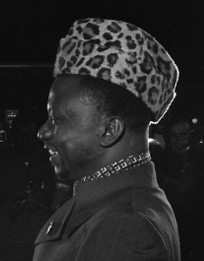
Jean Nguza Karl-i-Bond 1977.

Jean Nguza Karl-i-Bond, född 4 augusti 1938, död 27 juli 2003, var en Kinshasa-kongolesisk politiker. Han var regeringsmedlem från 1964, utrikesminister 1972–1974, 1976–1977 och 1979–1980. Han utsågs till vicepresident 1977, men avsattes och greps, beskylld för förräderi samma år. Han dömdes till döden, men domen omvandlades till livstids fängelse. 1978 släpptes han dock och återinsattes som utrikesminister; 1980 blev han premiärminister, en post som han innehade till 1981. Han gick i exil i Belgien detta år, och blev i exilen den främste företrädaren för oppositionen mot president Mobutu Sese Sekos regim. 1985 återvände han till Zaire efter att ha försonats med presidenten. Han blev ambassadör i USA 1986–1988, och blev återigen regeringschef 1991–1992.